# Мальков, Леонид Павлович
Мальков, Леонид Павлович (1889—1964) — советский учёный-металлург, видный специалист в области порошковой металлургии и технологии тугоплавких редких металлов. Главный инженер Управления твердых сплавов Министерства цветной металлургии СССР, один из создателей знаменитого сплава «победит».

## Биография
Леонид Павлович Мальков родился в 1889 году. Окончил Московскую горную академию (1927 г.). Инженерную деятельность начал в 1928 г. в вольфрамовом отделе Московского электрозавода под руководством Т. М. Алексенко-Сербина. Один из создателей советских твердых сплавов, первые твердые сплавы в нашей стране были получены в 1929 г. под руководством Г. А. Меерсона и Л. П. Малькова на Электроламповом заводе (Москва). Вместе с Г. А. Меерсоном разработал технологию получения знаменитого металлокерамического твердого сплава «победит», содержавшего 10 % Со.
Много занимался внедрением твердых сплавов в промышленность (обработка металлов резанием, волочение, бурение и т. п.). Л. П. Малькову принадлежит значительное число научно-исследовательских работ, связанных с усовершенствованием технологии и оборудования в производстве тугоплавких редких металлов и сплавов и металлокерамических изделий на их основе, производства твердых сплавов, в частности с усовершенствованием технологии по пластификаторам для формования смесей.
Автор ряда изобретений, статей и книг по металлургии и технологии тугоплавких металлов. Работал главным технологом Московского электролампового завода. Считался лучшим специалистом в стране в области порошковой металлургии, в связи с чем Президиум Академии наук УССР в 1948 г. даже выступил с официальным ходатайством об откомандировании его в г. Киев для работы в Лаборатории порошковой металлургии Института чёрной металлургии АН УССР. Занимал должность главного инженера Управления твердых сплавов Министерства цветной металлургии СССР. В последние годы работал заместителем директора по научной части Всесоюзного научно-исследовательского института твердых сплавов (ВНИИТС).

## Избранные труды[4]
- Л. Мальков и Н. Зарубин. Вольфрам и производство вольфрамовой проволоки. М.— Л., Госэнергоиздат, 1932.
- Мальков, Леонид Павлович. Современные марки твердых сплавов и перспективы их улучшения / к. т. н. Л. П. Мальков; Глав. упр. науч.-исслед. и проектных организаций при Госплане СССР. Всесоюз. науч.-исслед. инструм. ин-т «ВНИИ». — Москва : ЦБТИ ЭНИМС, 1958.
- Жаропрочные и коррозионностойкие металлокерамические материалы: Сборник докладов на 2 семинаре в Планзее (Австрия) / Пер. [с нем.] инж. А. М. Ладогина; Под ред. канд. техн. наук Л. П. Малькова. — Москва : Оборонгиз, 1959.